# Parliament (Qualification of Women) Act 1918
Das Gesetz Parliament (Qualification of Women Act) 1918 ist ein Gesetz des Englischen Parlaments. Es gab 1918 den Frauen über 21 Jahren das Recht, sich für die Wahl zum Parlament als Kandidatinnen aufstellen zu lassen. Es änderte nicht das Mindestalter für die Wahlbeteiligung einer Frau, das seit dem Gesetz Representation of the People Act 1918 auf 30 Jahre festgelegt war. Erst 1928 wurde den Frauen im Wahlrechtsgesetz Representation of the People (Equal Franchise) Act 1928 bei der Wahl die volle Gleichheit mit den Männern gewährt, also das Alter auf 21 festgelegt.
Mit 27 Wörtern ist dieses Gesetz das kürzeste Gesetz im Vereinigten Königreich.

## Auswirkungen
Das Gesetz Representation of the People Act 1918 wurde am 6. Februar 1918 verabschiedet und gab ungefähr 8,4 Millionen Frauen das Wahlrecht. Und es führte dazu, dass das ergänzende Gesetz "Parliament (Qualification of Women) Act" erlassen wurde. Bei der Wahl zum House of Commons 1918 gab es 17 Frauen, die sich als Kandidatinnen um einen Sitz bewarben, unter ihnen die bekannte Suffragette Christabel Pankhurst, die für die „Women’s Party“ im Wahlbezirk Smethwick antrat. Die einzige Frau, die jedoch gewählt wurde, war die Sinn-Féin-Kandidatin für den Wahlbezirk St. Patrick’s in Dublin, Constance Markievicz. Da sie der populären irischen politischen Haltung des "Abstentionismus" folgte, entschied sie sich, den Sitz in Westminster nicht anzunehmen und besetzte stattdessen einen Sitz in der Dáil Éireann, der ersten Dáil, in Dublin.
Die erste Frau, die einen Parlamentssitz am 1. Dezember 1919 im Unterhaus einnahm, war Nancy Astor. Sie wurde am 28. November 1919 als ein Parlamentsmitglied einer konservativen Koalition im Wahlbezirk „Plymouth Sutton“ gewählt und nahm damit den Sitz ihres Ehemanns ein, der kurz zuvor frei geworden war.
Als Parlamentsmitglieder erhielten die Frauen auch das Recht, Regierungsmitglieder zu werden. Die erste Frau, die ein Mitglied des Kabinetts und des Privy Councils (Kronrat) wurde, war Margaret Bondfield, die Arbeitsministerin in der zweiten Regierung MacDonald (1929–1931) war.

## Altersgrenzen
Während der Debatte über das Gesetz erklärte Lord Islington die offensichtliche Diskrepanz, dass Frauen mit 21 Jahren im Parlament sitzen, aber nur ab 30 Jahren wählen konnten:

“… the age of thirty, which was prescribed for enfranchisement of women, was made not because women of a younger age were considered less competent to exercise the vote, but rather because the inclusion of women between the ages of twenty-one and thirty might lead to women-voters being in a majority on the Register, and this was considered, too drastic a departure in the realms of constitutional experiment. Therefore the embargo on any woman below the age of thirty was placed in that measure.

In the case of eligibility to Parliament, this age condition is not necessary. The whole question of age, suitability, and competence can safely be left, and should be left, in the hands of the electorate to decide …”

„… das Alter von 30 Jahren, das für das Wahlrecht der Frauen vorgeschrieben wurde, wurde nicht festgesetzt, weil die Frauen jüngeren Alters etwa weniger kompetent für die Ausübung ihres Wahlrechts gehalten wurden, sondern vielmehr aus dem Grund, weil die Hereinnahme der Frauen zwischen 21 und 30 zu einer Mehrheit der Wählerinnen im Wählerverzeichnis geführt hätte. Und dies wurde als ein zu drastischer Schritt im Bereich dieses konstitutionellen Experiments empfunden. Deshalb wurde dieser Ausschluss der Frauen unter 30 bei dieser Maßnahme festgesetzt.

Im Falle der Wählbarkeit für das Parlament ist diese Altersbedingung nicht notwendig. Die gesamte Frage des Alters, der Eignung und der Kompetenz kann und sollte grundsätzlich als Entscheidung in den Händen der Wählerschaft bleiben …“